# Brenda Joyce (författare)
Brenda D. Joyce är en bästsäljande amerikansk författare. Hon skrev sin första novell när hon var sexton år och skrev klart sin första roman när hon var 25 år. Hon fick sålt boken snabbt och har sedan dess fått 34 romaner publicerade.

## Böcker
The de Warenne Dynasty
- The Conqueror, september 1990
- Promise of the Rose, november 1993
- The Game, november 1994
- House of Dreams, september 2002
- The Prize (Brytningstid), oktober 2004
- The Masquerade, september 2005
- The Stolen Bride, oktober 2006
- A Lady At Last, december 2006
- The Perfect Bride, juli 2007
- A Dangerous Love, 2008
- An Impossible Attraction, mars 2010
- The Promise, september 2010

Bragg Saga
- Innocent Fire, juni 1988
- Firestorm, november 1988
- Violet Fire, maj 1989
- Dark Fires, juni 1991
- The Darkest Heart, december 1989
- Fires of Paradise, april 1992
- Scandalous Love, november 1992
- Secrets (I nöd och lust) (Bragg/Delanza-serierna), april 1993

The Delanzas
- Five Golden Rings (Antologi)
- A Gift of Joy (Antologi)
- After Innocence
- Secrets (I nöd och lust)

Andra historiska böcker
- The Rival
- Splendor
- The Finer Things
- Captive
- Beyond Scandal

Deadly-serien
- Deadly Love, januari 2001
- Deadly Pleasure, mars 2002
- Deadly Affairs, april 2002
- Deadly Desire, maj 2002
- Deadly Caress, april 2003
- Deadly Promise, november 2003
- Deadly Illusions, februari 2005
- Deadly Kisses, februari 2006
- Deadly Vows, mars 2011

Master of Time-serien
- Dark Seduction, maj 2007
- Dark Rival, oktober 2007
- Dark Embrace, september 2008
- Dark Victory, mars 2009
- Dark Lover, juli 2009